# Corynoneura kedrovaya
Corynoneura kedrovaya är en tvåvingeart som beskrevs av Makarchenko 2006. Corynoneura kedrovaya ingår i släktet Corynoneura och familjen fjädermyggor. Inga underarter finns listade i Catalogue of Life.